# Brie (Ariège)
Brie is een gemeente in het Franse departement Ariège (regio Occitanie) en telt 160 inwoners (2005). De plaats maakt deel uit van het arrondissement Pamiers.

## Geografie
De oppervlakte van Brie bedraagt 7,1 km², de bevolkingsdichtheid is 22,5 inwoners per km².
De onderstaande kaart toont de ligging van Brie (Ariège) met de belangrijkste infrastructuur en aangrenzende gemeenten.

## Demografie
Onderstaande figuur toont het verloop van het inwonertal (bron: INSEE-tellingen).

Vanwege een beveiligingsprobleem met de MediaWiki Graph-software is het momenteel niet mogelijk deze grafiek weer te geven. Zodra de software is bijgewerkt zal de grafiek vanzelf weer zichtbaar worden.